# 1-й Новокузнецкий переулок
Пе́рвый Новокузне́цкий переу́лок — улица в центре Москвы в Замоскворечье между улицей Бахрушина и Пятницкой улицей.

## Происхождение названия

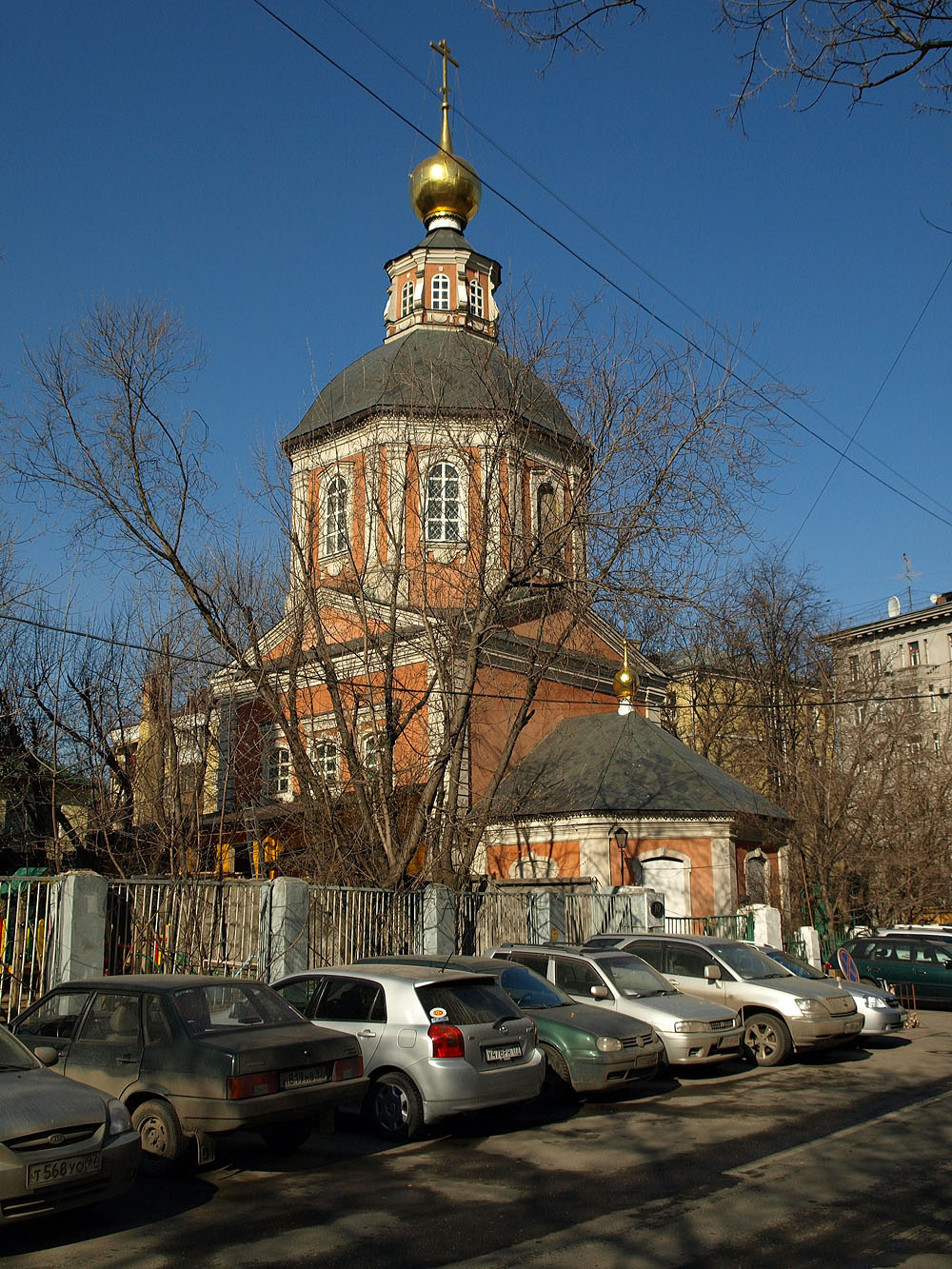
Храм Спаса Преображения на Болвановке (2-й Новокузнецкий, 10, стр. 1).

Получил название 26 февраля 1954 года по соседней Новокузнецкой улице. Ранее носил названия Большой Спасоболвановский переулок и 1-й Спасоболвановский переулок по стоящему поблизости храму Спаса Преображения на Болвановке, который впервые упоминается в 1465 году. Существующий ныне храм, сменивший деревянный, воздвигнут в 1745—1755 годах.

## Описание
1-й Новокузнецкий переулок начинается от улицы Бахрушина, проходит на запад, пересекает Новокузнецкую улицу, слева к нему примыкает 2-й Новокузнецкий переулок, заканчивается на Пятницкой улице.

## Примечательные здания и сооружения
По нечётной стороне:
- № 15, строение 1 — прогимназия № 1834;

По чётной стороне:
- № 4, стр. 1, 2. — Православный Свято-Тихоновский гуманитарный университет
- № 12А — школа № 528.
- № 18, стр. 4 — Жилой дом (конец 1920-х, архитектор В. Ганешин)[2]

## В литературе
- В первой редакции (1938 года) сказки Л. Лагина «Старик Хоттабыч» в Первом Спасоболвановском переулке жил друг главного героя книги Вольки Костылькова Женя Богорад. В этом переулке Хотабыч воздвиг четыре роскошных дворца в дар Вольке, предварительно убрав уже существовавшие строения. После того как Волька отказался от щедрого подношения, Хотабыч вернул всё к изначальному виду.